# Anthony Rodriguez
Anthony Rodriguez (Orleans, 4 de noviembre de 1979) es un deportista francés que compitió en judo. Ganó una medalla de plata en el Campeonato Mundial de Judo de 2007, en la categoría de –81 kg.

## Palmarés internacional
| Campeonato Mundial | Campeonato Mundial      | Campeonato Mundial | Campeonato Mundial |
| Año                | Lugar                   | Medalla            | Categoría          |
| ------------------ | ----------------------- | ------------------ | ------------------ |
| 2007               | Río de Janeiro (Brasil) | Medalla de plata   | –81 kg             |